# Kanotsport vid olympiska sommarspelen 2000
Tävlingarna i kanot och kajak vid de olympiska spelen 2000 i Sydney bestod av 16 grenar fördelade på två discipliner, slalom och sprint.

## Medaljfördelning
| Pl. | Nation         | Guld | Silver | Brons | Totalt |
| --- | -------------- | ---- | ------ | ----- | ------ |
| 1   | Ungern         | 4    | 2      | 1     | 7      |
| 2   | Tyskland       | 4    | 1      | 3     | 8      |
| 3   | Italien        | 2    | 0      | 1     | 3      |
| 4   | Norge          | 2    | 0      | 0     | 2      |
| 5   | Frankrike      | 1    | 1      | 1     | 3      |
| 5   | Slovakien      | 1    | 1      | 1     | 3      |
| 7   | Rumänien       | 1    | 0      | 2     | 3      |
| 8   | Tjeckien       | 1    | 0      | 1     | 2      |
| 9   | Polen          | 0    | 2      | 2     | 4      |
| 10  | Bulgarien      | 0    | 2      | 0     | 2      |
| 10  | Kuba           | 0    | 2      | 0     | 2      |
| 12  | Australien     | 0    | 1      | 1     | 2      |
| 12  | Kanada         | 0    | 1      | 1     | 2      |
| 12  | Storbritannien | 0    | 1      | 1     | 2      |
| 15  | Sverige        | 0    | 1      | 0     | 1      |
| 15  | Ryssland       | 0    | 1      | 0     | 1      |
| 17  | Israel         | 0    | 0      | 1     | 1      |

## Medaljsummering

### Slalom
| Event                   | Guld                                            | Silver                                         | Brons                            |
| Herrar, C-1 Detaljer... | Tony Estanguet Frankrike                        | Michal Martikán Slovakien                      | Juraj Minčík Slovakien           |
| Herrar, C-2 Detaljer... | Slovakien Pavol Hochschorner Peter Hochschorner | Polen Krzysztof Kołomański Michał Staniszewski | Tjeckien Marek Jiras Tomáš Máder |
| Herrar, K-1 Detaljer... | Thomas Schmidt Tyskland                         | Paul Ratcliffe Storbritannien                  | Pierpaolo Ferrazzi Italien       |
| Damer, K-1 Detaljer...  | Štěpánka Hilgertová Tjeckien                    | Brigitte Guibal Frankrike                      | Anne-Lise Bardet Frankrike       |

### Sprint
Herrar
| Event                      | Guld                                                             | Silver                                                | Brons                                                                       |
| C-1 500 meter Detaljer...  | György Kolonics Ungern                                           | Maksim Opalev Ryssland                                | Andreas Dittmer Tyskland                                                    |
| C-1 1000 meter Detaljer... | Andreas Dittmer Tyskland                                         | Ledis Balceiro Kuba                                   | Stephen Giles Kanada                                                        |
| C-2 500 meter Detaljer...  | Ungern Ferenc Novák Imre Pulai                                   | Polen Daniel Jędraszko Paweł Baraszkiewicz            | Rumänien Mitică Pricop Florin Popescu                                       |
| C-2 1000 meter Detaljer... | Rumänien Mitică Pricop Florin Popescu                            | Kuba Ibrahim Rojas Leobaldo Pereira                   | Tyskland Stefan Uteß Lars Kober                                             |
| K-1 500 meter Detaljer...  | Knut Holmann Norge                                               | Petar Merkov Bulgarien                                | Michael Kolganov Israel                                                     |
| K-1 1000 meter Detaljer... | Knut Holmann Norge                                               | Petar Merkov Bulgarien                                | Tim Brabants Storbritannien                                                 |
| K-2 500 meter Detaljer...  | Ungern Zoltán Kammerer Botond Storcz                             | Australien Andrew Trim Daniel Collins                 | Tyskland Ronald Rauhe Tim Wieskötter                                        |
| K-2 1000 meter Detaljer... | Italien Antonio Rossi Beniamino Bonomi                           | Sverige Markus Oscarsson Henrik Nilsson               | Ungern Krisztián Bártfai Krisztián Veréb                                    |
| K-4 1000 meter Detaljer... | Ungern Ákos Vereckei Gábor Horváth Zoltán Kammerer Botond Storcz | Tyskland Jan Schäfer Mark Zabel Björn Bach Stefan Ulm | Polen Grzegorz Kotowicz Adam Seroczyński Dariusz Białkowski Marek Witkowski |

Damer
| Event                     | Guld                                                             | Silver                                                        | Brons                                                       |
| K-1 500 meter Detaljer... | Josefa Idem Italien                                              | Caroline Brunet Kanada                                        | Katrin Borchert Australien                                  |
| K-2 500 meter Detaljer... | Tyskland Birgit Fischer Katrin Wagner                            | Ungern Katalin Kovács Szilvia Szabó                           | Polen Beata Sokołowska Aneta Pastuszka                      |
| K-4 500 meter Detaljer... | Tyskland Birgit Fischer Manuela Mucke Anett Schuck Katrin Wagner | Ungern Rita Kőbán Katalin Kovács Szilvia Szabó Erzsébet Viski | Rumänien Raluca Ioniţǎ Mariana Limbău Elena Radu Sanda Toma |